# Se preparó
«Se preparó» es una canción del cantante puertorriqueño Ozuna. Se lanzó el 11 de agosto de 2017, como sencillo de su primer álbum de estudio Odisea. En la lista Hot Latin Songs de Billboard, alcanzó la ubicación dieciséis . El tema se certificó con disco de platino en Italia, y con veintiuno en Estados Unidos.

## Antecedentes y composición
La pista se estrenó el 11 de agosto de 2017, como la primera antesala de su álbum debut de Odisea. El tema escrito por el cantante junto a José Aponte, Carlos Ortiz, Luis Ortiz, Juan River y Vicente Saavedra, bajo la producción de Bless The Producer, Hi Music Hi Flow, Gabi Music y Chris Jeday, aborda en sus letras sobre una relación en la que una chica tiene a un novio que le es infiel y la trata mal, el cual promete cambios que al final nunca llegan.
En agosto de 2018, se había anunciado una versión Remix junto al cantante Farruko y Maluma, cuya producción era llevada a cabo por Julian Turizo, Chris Jeday, Gaby Music, Ray El Ingeniero y Hi Music Hi Flow.

## Vídeo musical
El video musical de «Se preparó» se estrenó el 11 de agosto de 2017. El video musical se grabó en Caracas, Venezuela y fue dirigido por el  venezolano Nuno Gomes. En menos de 24 horas, el vídeo superó los 5 millones de reproducciones.

## Rendimiento comercial
El tema logró aparecer en la lista Billboard Hot Latin Songs, alcanzando la posición número dieciséis. Adicionalmente, se certificó con 21 discos de platino en dicho país. En España, el sencillo apareció en la ubicación tres en la lista de PROMUSICAE.

## Posicionamiento en listas
| Listas (2017)                         | Mejor posición |
| ------------------------------------- | -------------- |
| España (PROMUSICAE)                   | 3              |
| Estados Unidos (Hot Latin Songs)      | 16             |
| Estados Unidos (Latin Rhythm Airplay) | 7              |

## Certificaciones
| País (organismo certificador) | Certificación       | Unidades certificadas |
| ----------------------------- | ------------------- | --------------------- |
| Estados Unidos (RIAA)         | 21x Platino (Latin) | 1 260 000             |
| Italia (FIMI)                 | Oro                 | 25 000                |